# Lanarkiidae
Famille
Les Lanarkiidae sont une famille fossile de poissons sans mâchoire (agnathes) primitifs de l’ordre également fossile des Furcacaudiformes. Ces espèces ont vécu lors du Silurien.

## Classification
La famille des Lanarkiidae est créée en 1949 par le naturaliste soviétique Dmitri Vladimirovich Obruchev (d) (1900-1970).

### Liste des genres
- † Lanarkia Traquair, 1898 − genre type
- † Phillipsilepis Märss et al., 2002

### Publication originale
- D. V. Obruchev, « Type Vertebrata », p. 316-328, in N. P. Luppov (ed.), Atlas rukovodyashchikh form iskopaemykh faun SSSR, tome 2, Silurijskaya sistema Atlas of index fossils of the fossil faunas of the USSR, vol. 2, Silurian System, Nauka, Moscou, 1949.